# La trilogia di Dorina
La trilogia di Dorina è un film muto italiano del 1917 diretto da Gero Zambuto. È ispirato all'omonima commedia di Gerolamo Rovetta del 1889.